# Rossia mollicella
Rossia mollicella är en bläckfiskart som beskrevs av Sasaki 1920. Rossia mollicella ingår i släktet Rossia och familjen Sepiolidae. IUCN kategoriserar arten globalt som otillräckligt studerad. Inga underarter finns listade i Catalogue of Life.